# Higuchi Masatoshi
Masatoshi Higuchi (sinh ngày 10 tháng 8 năm 1985) là một cầu thủ bóng đá người Nhật Bản.

## Sự nghiệp câu lạc bộ
Masatoshi Higuchi đã từng chơi cho Vegalta Sendai.